# Каукабан
Каукаба́н (араб. كوكبان‎) — небольшой город (по некоторым данным, деревня) в северной части Йемена.
Город расположен в мухафазе Махвит примерно в 50 км к северо-западу от столицы Йемена, города Сана, на вершине горного плато Джебель-Каукабан. У подножия плато Джебель-Каукабан находится город Шибам (не путать с Шибамом в мухафазе Хадрамаут), из которого по проложенным в скалах ступеням можно пройти к Каукабану, который стоит на высоте 2750 метров над уровнем моря.
Каукабан является одним из значимых исторических мест Йемена, где проживали шиитские зейдиты и где отдыхали и скрывались от преследования йеменские короли. Прогуливаясь по извилистым улочкам Каукабана, можно увидеть старинные мечети, дома, крепостные стены и ворота..
В своё время город был известен музыкальной школой. Сегодня он славится своей архитектурой и древним резервуаром для воды, который до сих пор используется.

## История
Первый зайдитский имам аль-Хади иля-ль-Хакк Яхъя временно взял на себя управление в Сана в 901 году, но позднее был вынужден покинуть город. В это же время Даи Ибн Хаушаб и Али ибн аль-Фадль распространяли веру Фатимидов среди горных племен и приобрели много последователей. Эти оба лидера, как правило, называют карматами, хотя они были фактически назначены правителями Фатимидов дуатами (лидерами). Они смогли подчинить Санаа в 905 году и ограничить территорию Яфуридов до Каукабана. Длительный период правитель Яфуридов Абу Хасан Асаад бен Ибрагим был вынужден находиться в регионе Джауф, далее на север.
В XV веке город Каукабан был столицей династии Бай Шараф ад-Дин (итал. bai Sharaf al-Dīn).
В 1872 году, во времена второго завоевания Йемена Османами, имам Сайид Ахмад ибн Абд ар-Рахман защищал город от турок. Османы взяли Каукабан после семи месяцев осады.
В 1902 году селение посетил немецкий исследователь и фотограф Герман Бурхардт, который писал: «Каукабан, ныне совершенно заброшенный город, который еще 40 лет назад насчитывал 30 000 жителей, но теперь едва вмещает несколько сотен; также имеет свой еврейский квартал, где все еще живут некоторые семьи.»
Во время Гражданской войны 1962—1970 годов республиканцы города во главе с имамом сопротивлялись в 1967 году, но из-за бомбардировки с самолётов они были вынуждены сдаться.